# مرسدس-بنز کلاس-جی‌ال (ایکس۱۶۴)
مرسدس-بنز کلاس-جی‌ال ایکس۱۶۴ (انگلیسی: Mercedes-Benz GL-Class X164) یک خودروی شاسی‌بلند لوکس است که از سال ۲۰۰۶ تا ۲۰۱۲ توسط شرکت خودروسازی آلمانی مرسدس-بنز تولید شده‌است.

## توسعه و رونمایی
کلاس-جی‌ال ایکس۱۶۴ در نمایشگاه بین‌المللی خودروی آمریکای شمالی ۲۰۰۶ رونمایی شد، و تحویل خودروها به مشتریان در اروپا در ماه سپتامبر همان سال آغاز شد. برای تولید خودروهایی که کلاس-جی‌ال ایکس۱۶۴ نیز یکی از آن‌ها بود، حدود ۶۰۰ میلیون دلار آمریکا در کارخانهٔ مرسدس در آلاباما سرمایه‌گذاری شد.
برخلاف بیشتر خودروهای شاسی‌بلند لوکس آن زمان که دارای سه ردیف صندلی بودند، کلاس-جی‌ال به‌جای بهره‌مندی از ساختار بدنه-بر-اسکلت مورد استفاده در خودروهایی نظیر لکسوس ال‌ایکس و کادیلاک اسکالید، بر پایه نسخه‌ای کشیده‌شده و پهن‌تر از پلتفرم کلاس-ام طراحی شده‌بود.

## تجهیزات
تمامی مدل‌های این خودرو از صندلی‌های برقی با روکش چرم، سامانهٔ تهویه مطبوع، رینگ‌های آلومینیمی ۱۹ اینچی، تعلیق بادی ۴ماتیک تمام-چرخ محرک (قابل تنظیم تا میزان ۳۰۷ میلی‌متر)، و یک جعبه‌دنده خودکار ۷جی ترونیک برخوردار هستند. همچنین امکانات انتخابی سامانه نمایش فشار باد لاستیک، رادیوی دیجیتال دی‌ای‌بی، دوربین دنده‌عقب، و صفحه‌های نمایش سرگرمی و اطلاعات برای سرنشینان عقب نیز برای مدل‌های کلاس-جی‌ال قابل سفارش هستند. علاوه بر این، مدل‌های نسخهٔ گرند این خودرو، که از سال ۲۰۱۱ عرضه شدند، دارای سپر جلوی از نو طراحی‌شده، جلوپنجره بلندتر با سه پره، رینگ‌های چرخ آلومینیمی ۲۰ اینچی آام‌گ، چراغ‌های جلو از نوع زنون دوگانه، و فضای داخلی دو رنگ بودند.

## مدل‌ها

### موتورهای بنزینی
| مدل     | سال(ها)   | موتور                    | توان                                             | گشتاور                                                   | ۰–۱۰۰ کیلومتر بر ساعت (۰–۶۲ مایل بر ساعت) |
| ------- | --------- | ------------------------ | ------------------------------------------------ | -------------------------------------------------------- | ----------------------------------------- |
| جی‌ال۴۵۰ | ۲۰۰۶–۲۰۱۲ | ام۲۷۳ ئی۴۶ ۴٫۷ لیتری وی۸ | ۳۳۵ اسب بخار (۲۵۰ کیلووات) در ۶٬۰۰۰ دور بر دقیقه | ۴۶۰ نیوتن متر (۳۳۹ پوند-فوت) در ۲٬۷۰۰–۵٬۰۰۰ دور بر دقیقه | ۷٫۲ ثانیه                                 |
| جی‌ال۵۰۰ | ۲۰۰۶–۲۰۱۲ | ام۲۷۳ ئی۵۵ ۵٫۵ لیتری وی۸ | ۳۸۲ اسب بخار (۲۸۵ کیلووات) در ۶٬۰۰۰ دور بر دقیقه | ۵۳۰ نیوتن متر (۳۹۱ پوند-فوت) در ۲٬۸۰۰–۴٬۸۰۰ دور بر دقیقه | ۶٫۶ ثانیه                                 |

### موتورهای دیزل
| مدل                  | سال(ها)   | موتور                                    | توان                                                   | گشتاور                                                   | ۰–۱۰۰ کیلومتر بر ساعت (۰–۶۲ مایل بر ساعت) |
| -------------------- | --------- | ---------------------------------------- | ------------------------------------------------------ | -------------------------------------------------------- | ----------------------------------------- |
| جی‌ال۳۲۰ سی‌دی‌آی       | ۲۰۰۶–۲۰۰۹ | اوام۶۴۲ دی‌ئی۳۰ ۳٫۰ لیتری وی۶ توربو       | ۲۲۱ اسب بخار (۱۶۵ کیلووات) در ۳٬۸۰۰ دور بر دقیقه       | ۵۱۰ نیوتن متر (۳۷۶ پوند-فوت) در ۱٬۶۰۰–۲٬۸۰۰ دور بر دقیقه | ۹٫۵ ثانیه                                 |
| جی‌ال۳۵۰ سی‌دی‌آی       | ۲۰۰۹      | اوام۶۴۲ دی‌ئی۳۰ ۳٫۰ لیتری وی۶ توربو       | ۱۸۱ اسب بخار (۱۳۵ کیلووات) در ۵٬۰۰۰–۶٬۲۵۰ دور بر دقیقه | ۳۲۰ نیوتن متر (۲۳۶ پوند-فوت) در ۱٬۷۵۰–۲٬۰۰۰ دور بر دقیقه | ۹٫۵ ثانیه                                 |
| جی‌ال۳۵۰ سی‌دی‌آی       | ۲۰۱۰–۲۰۱۲ | اوام۶۴۲ ال‌اس دی‌ئی۳۰ ۳٫۰ لیتری وی۶ توربو  | ۲۶۱ اسب بخار (۱۹۵ کیلووات) در ۳٬۸۰۰ دور بر دقیقه       | ۶۲۰ نیوتن متر (۴۵۷ پوند-فوت) در ۱٬۶۰۰–۲٬۴۰۰ دور بر دقیقه | ۷٫۹ ثانیه                                 |
| جی‌ال۳۵۰ سی‌دی‌آی بلوتک | ۲۰۰۹–۲۰۱۲ | اوام۶۴۲ دی‌ئی۳۰ ۳٫۰ لیتری وی۶ توربو       | ۲۰۸ اسب بخار (۱۵۵ کیلووات) در ۳٬۴۰۰ دور بر دقیقه       | ۵۴۰ نیوتن متر (۳۹۸ پوند-فوت) در ۱٬۶۰۰–۲٬۴۰۰ دور بر دقیقه | ۹٫۶ ثانیه                                 |
| جی‌ال۴۲۰ سی‌دی‌آی       | ۲۰۰۶–۲۰۰۹ | اوام۶۲۹ دی‌ئی۴۰ ۴٫۰ لیتری وی۸ تویین-توربو | ۳۰۲ اسب بخار (۲۲۵ کیلووات) در ۳٬۶۰۰ دور بر دقیقه       | ۷۰۰ نیوتن متر (۵۱۶ پوند-فوت) در ۲٬۰۰۰–۲٬۶۰۰ دور بر دقیقه | ۷٫۶ ثانیه                                 |
| جی‌ال۴۵۰ سی‌دی‌آی       | ۲۰۰۹–۲۰۱۰ | اوام۶۲۹ دی‌ئی۴۰ ۴٫۰ لیتری وی۸ تویین-توربو | ۳۰۲ اسب بخار (۲۲۵ کیلووات) در ۳٬۶۰۰ دور بر دقیقه       | ۷۰۰ نیوتن متر (۵۱۶ پوند-فوت) در ۲٬۰۰۰–۲٬۶۰۰ دور بر دقیقه | ۷٫۶ ثانیه                                 |

## تغییرات در مدل‌های سال

### ۲۰۰۹
تغییرات زیر در مدل‌هایی که پس از ژوئن ۲۰۰۹ تولید شدند اعمال شد:
- تغییرات در طراحی بیرونی شامل: طراحی مجدد جلوپنجره، چراغ‌های مه‌شکن، سپرها، آینه‌های جانبی و چراغ‌های جلو و عقب ال‌ئی‌دی.[۱۰]
- تغییرات در طراحی داخلی شامل: طراحی مجدد صندلی‌ها و غربیلک فرمان.[۱۱]
- اضافه‌شدن رنگ‌های خاکستری تنوریت و نقره‌ای پالادیوم به رنگ‌های قابل انتخاب برای بدنه.[۱۲]
- تمامی مدل‌های دیزل به تزریق‌کنندهٔ اوره در سیستم اگزوز (بلوتک) مجهز شدند تا الزامات ۵۰ ایالتی آلایندگی را برآورده کنند.[۱۳]
- معرفی مدل‌های جی‌ال۳۵۰ سی‌دی‌آی بلوتک، جی‌ال۳۲۰ سی‌دی‌آی بازنشانی‌شده با نام جی‌ال۳۵۰ سی‌دی‌آی، و جی‌ال۴۲۰ سی‌دی‌آی بازنشانی‌شده با نام جی‌ال۴۵۰ سی‌دی‌آی.[۱۴]

### ۲۰۱۰
- موتور مدل جی‌ال۳۵۰ سی‌دی‌آی بروزرسانی شد و تولید مدل جی‌ال۴۵۰ سی‌دی‌آی پایان یافت.

### ۲۰۱۱
- نسخهٔ گرند برای مدل‌های جی‌ال۴۵۰ و جی‌ال۳۵۰ سی‌دی‌آی بلوتک معرفی شد.[۱۵]

## آمار فروش
جدول زیر دربردارندهٔ آمار فروش خودروی کلاس-جی‌ال ایکس۱۶۴ است:
نکته: آمار فروش سال ۲۰۱۲ شامل فروش نسل بعدی نیز می‌شود.
| سال    | فروش در اروپا | فروش در آمریکا |
| ------ | ------------- | -------------- |
| ۲۰۰۶   | ۳٬۰۰۷         | ۱۸٬۷۷۶         |
| ۲۰۰۷   | ۸٬۰۲۷         | ۲۶٬۳۹۶         |
| ۲۰۰۸   | ۴٬۲۲۷         | ۲۳٬۳۲۸         |
| ۲۰۰۹   | ۲٬۸۷۱         | ۱۵٬۰۱۲         |
| ۲۰۱۰   | ۲٬۲۴۹         | ۱۹٬۹۴۳         |
| ۲۰۱۱   | ۲٬۵۰۸         | ۲۵٬۱۳۹         |
| ۲۰۱۲   | ۱٬۵۷۳         | ۲۶٬۰۴۲         |
| مجموع: | ۲۴٬۴۶۲        | ۱۵۴٬۶۳۶        |

## جایزه‌ها
- «شاسی‌بلند سال» در سال ۲۰۰۷ از سوی مجلهٔ موتور ترند[۱۸]
- جایزهٔ «۱۰ شاسی‌بلند و وانت برتر» سال ۲۰۰۸ از سوی مجلهٔ کار اند درایور[۱۹]
- «جایزهٔ انتخاب موتوریست» در ردهٔ خودروهای شاسی‌بلند در سال ۲۰۱۱ از سوی سازمان اتوپاسیفیک[۲۰]